# Кавасаки (Фукуока)
Кавасаки (яп. 川崎町 Кавасаки-мати) — посёлок в Японии, находящийся в уезде Тагава префектуры Фукуока. Площадь посёлка составляет 36,12 км², население — 17 021 человек (1 августа 2014), плотность населения — 471,23 чел./км².

## Географическое положение
Посёлок расположен на острове Кюсю в префектуре Фукуока региона Кюсю. С ним граничат города Тагава, Кама и посёлки Ото, Соэда.

## Население
Население посёлка составляет 17 021 человек (1 августа 2014), а плотность — 471,23 чел./км². Изменение численности населения с 1980 по 2005 годы:
| 1980 | 22 872 чел. |  |
| 1985 | 22 746 чел. |  |
| 1990 | 22 046 чел. |  |
| 1995 | 21 276 чел. |  |
| 2000 | 20 190 чел. |  |
| 2005 | 20 115 чел. |  |

## Символика
Деревом посёлка считается гинкго, цветком — подсолнечник однолетний.